# Olint
Olint (starogrško Ὄλυνθος Olynthos, imenovan za ὄλυνθος olunthos, 'plod divje fige') je bilo antično mesto na Halkidiki, zgrajeno predvsem na dveh uravnanih gričih 30-40 m višine, v plodni ravnini na koncu Toronovega zaliva, blizu vratu polotoka Kasandra, približno 2,5 kilometra od morja in približno 60 stadijev (9-10 kilometrov) od Potideje.  Arheološke najdbe med izkopavanji mesta so razstavljene v Arheološkem muzeju Olinta.

## Zgodovina
Olint, Heraklejev sin ali rečni bog Strimon, se je štel za mitološkega ustanovitelja mesta. Južni hrib je imel majhno neolitsko naselje, ki je bilo opuščeno v bronasti dobi in bilo ponovno naseljeno v 7. stoletju pred našim štetjem. Kasneje so mesto zajeli Botiajanci, tračansko pleme, ki ga je Aleksander I. Makedonski nagnal iz Makedonije.
Po perzijskem porazu pri Salamini (480 pr. n. št.) in s Kserksom, ki ga je čez Helespont pripeljal general Artabazus, je perzijska vojska preživela zimo istega leta v Tesaliji in Makedoniji.  Perzijska oblast na Balkanu "se je morala" znatno zmanjšati, kar je spodbudilo prebivalce polotoka Kasandra, da se odcepijo. Da bi nadzoroval situacijo je Artabazus zajel Olint, ki naj bi bil nelojalen in ubil njegove prebivalce. Mesto je bilo najprej dano Kritovoulosu iz Toronija in novim prebivalcem, Grkom iz sosednje regije Halkidike, ki so jih Makedonci izgnali (Herodot Viii 127). Čeprav Herodot poroča, da jih je Artabazus poklal, so Botiajanci še živeli na tem območju.
Olint je postal grški polis, vendar je ostal nepomemben (na seznamih Delske lige se zdi, da je plačal v povprečju 2 talenta, v primerjavi s 6 do 15, ki jih je plačal Scione, 6 do 15 Mende, 6 do 12 Toroni in 3 do 6 Sermilia iz 454 do 432).
Leta 432 pr. n. št. je kralj Perdika II. Makedonski spodbudil več bližnjih obalnih mest, da razpustijo in odstranijo svoje prebivalce v Olint, pripravljeni na upor, ki ga vodi Potidaja proti Atenam (Tukidid 1.58). Ta Sinojkizem (συνοικισμός) je bil izveden, čeprav je bilo proti Perdikajevim željam. Povečanje števila prebivalcev je pripeljalo do naselitve severnega hriba, ki je bil razvit po načrtu Hipodamovega omrežja. Leta 423 pr. n. št. je Olint postal vodja formalne Halkidiške lige, ki jo je povzročil sinojkizem ali začetek peloponeške vojne in strah pred atenskim napadom. V času peloponeške vojne je nastala baza za Brazida in zatočišče za državljane Mende in Poteidaje, ki so se uprli proti Atenan (Tukidid Ii, 70).
Po koncu peloponeške vojne se je razvoj lige, sestavljene iz 32 mest, hitro in končal. Približno leta 393 pr. n. št. se zdi, da se zaključuje pomembna pogodba z Amintasom III. Makedonskim (očetom Filipa II.) in leta 382 pr. n. št. absorbira večino grških mest zahodno od Strimona in celo dobil Pelo, prestolnico Makedonije. (Ksenofon, Pekel V. 2, 12)
Tega leta je Šparta podprla poslaništvo iz Akanta in Apolonije, ki je predvidela osvojitev lige, in poslala ekspedicijo proti Olintu. Po treh letih neodločnega bojevanja se je Olint strinjal, da bo razvezal konfederacijo (379). Vendar je jasno, da je bil razpad malo več kot formalen, saj so se med člani atenske pomorske zvezne v letih 378-377 pr. n. št. pojavili Halkidičani ("Χαλκιδἀς ἀπň Θρᾴκης") le leto ali dve pozneje. Dvajset let pozneje, v času vladavine Filipa II., je bila moč Olinta, trdi Demosten, veliko večja kot pred špartansko ekspedicijo. Mesto je v tem obdobju sebe smatralo kot prvo (πóλις μuρἰανδρος), v ligi pa je bilo še trideset mest.
Ko je izbruhnila Zavezniška vojna med Atenami in njenimi zavezniki (357 pr. n. št.), je bil Olint najprej v zavezništvu s Filipom. Nato je zaskrbljen zaradi rasti svoje moči sklenil zavezništvo z Atenami. Leta 349 pr. n. št. je Filip II. napadel Olint, ki je bil takrat zaveznik Aten. Demosten je pozval Atene, naj pomagajo Olintu. Filipovo obleganje je bilo kratko; podkupil je dva glavna državljana Olinta, Eutikrata in Lastena, ki sta mu predala mesto. Nato je oropal in porušil mesto in prodal prebivalce, vključno z atenskim garnizonom, v suženjstvo. Po najnovejših raziskavah je bilo le majhno območje severnega hriba ponovno naseljeno do leta 318 pr. n. št., preden je Kasander Makedonski prisilil prebivalstvo, da se preseli v njegovo novo mesto Kasandreja.
Čeprav je bilo mesto uničeno, so se v naslednjih stoletjih še našli ljudje, razpršeni po helenističnem svetu, ki so jih imenovali Olintčani.

## Topografija in arheologija
Mesto Olint leži na hribu Megale Toumba blizu vasi Miriofito. Verjetna lokacija Olinta je bila najdena že leta 1902. Med letoma 1914 in 1916 so bila načrtovana izkopavanja britanske šole v Atenah, vendar so propadla.
Staro mestno jedro se razprostira na dveh gričih, ki ju loči majhna dolina in ima površino okoli  1500 m krat 400 m. Izkopavanja so se začeli leta 1928. Prof. David Moore Robinson iz univerze Johns Hopkins, v okviru Ameriške šole za klasične študije v Atenah, je opravil štiri sezone dela: leta 1928, 1931, 1934 in 1939. Rezultati izkopavanj so bili razkosani v štirinajst folijskih volumnov . Izkopavanje je odkrilo več kot pet hektarjev Olinta in del Mekiberna (pristanišča Olinta). Na severnem hribu se je hitenje izkazalo za relativno neškodljivo zaradi preproste stratigrafije območja mesta, ki je bilo naseljeno le 84 let in je bilo nenadno, dokončno uničeno. Podatki iz južnega hriba so bili zelo nejasni. Kljub temu je bilo delo izvedeno odlično za tisti čas in ostaja izjemno dragoceno. Veliko stratigrafije severnega hriba je rekonstruiral Nicholas Cahill (Univerza v Wisconsinu) . Za nahajališče je sedaj odgovorna dr. Julia Vokotopoulou in 16. Eforat prazgodovinskih in klasičnih starin.
Neolitsko naselje se nahaja na robu južnega hriba in je datirano v 3. tisočletje pred našim štetjem. Hiše so bile zgrajene iz kamnitih blokov in so imele eno ali dve sobi. Lončenina, ki je bila najdena, je značilna za to obdobje, sestavljajo jo enobarvne keramične vaze. Konec tega podeželskega naselja je bil nenaden in se je zgodil okoli 1. tisočletja.
Arhaično mesto je bilo zgrajeno z urbanističnim načrtovanjem in razširjeno po celotnem južnem griču. Na vzhodnem in zahodnem robu hriba sta se razkrili dve poti, ki sta se križali s prečnimi ulicami. Ob južni aveniji in majhnih hišah so v severnem delu griča našli administrativni del, kjer so našli agoro in dekanijo.
Klasično mesto je bilo ustanovljeno na precej večjem severnem griču in vzhodnem pobočju. Izkopi, ki pokrivajo le 1/10 celotne površine mesta, so razkrili načrt hipodamskega omrežja. Dve veliki poti sta bili odkriti širine 7 metrov, skupaj z vertikalnimi in vodoravnimi ulicami, ki so mestno območje razdelile na mestne bloke. Vsak je imel deset hiš z dvema nadstropjema in tlakovano dvorišče. Za arheološke raziskave so zelo pomembne bogate vile, ki so bile izkopane v aristokratskem predmestju, ki se nahaja v vzhodnem delu severnega griča, saj so našli najstarejše talne mozaike v grški umetnosti.
Arhaično in klasično mesto sta bila zaščitena z obsežnim zidom. Deli temeljev so bili razkriti na severnem griču in drugod, vendar ne kažejo, s katero metodo so ga zgradili. Arheologi domnevajo, da je bil zgrajen z na soncu sušenimi opekami s kamnitim temeljem, vendar je težko zanesljivo dokazati, saj je Filip II. mesto dobesedno zravnal.
Ker se nanaša na javne stavbe, se agora nahaja na južnem robu severnega griča, blizu vzhodnih vrat, skupaj z javnim vodnjakom, arzenalom in mestnim parlamentom (Βουλευτήριον). Obstaja majhen muzej z artefakti, obnovljenimi od Olinta, celotno arheološko najdišče pa je odprto za javne oglede.

## Znameniti ljudje
- Kalisten (okoli 360-328 pr. n. št.), zgodovinar
- Efip (4. st. pr. n. št.), zgodovinar
- Eufant (4. st. pr. n. št), filozof

## Olint danes
Sodobno mesto, nekdaj Miriofito, zdaj imenovano Olynthos ali Nea Olynthos (Novi Olint), stoji na majhni planoti na zahodni strani reke Olynthios ali Resetenikia (v starih časih znana kot Sandanus), preko razvalin antičnega mesta.